# Грушкув (Нижньосілезьке воєводство)
Грушкув (пол. Gruszków) — село в Польщі, у гміні Мислаковиці Єленьогурського повіту Нижньосілезького воєводства.
Населення — 131 особа (2011).
У 1975-1998 роках село належало до Єленьогурського воєводства.

## Демографія
Демографічна структура станом на 31 березня 2011 року:
|          | Загалом | Допрацездатний вік | Працездатний вік | Постпрацездатний вік |
| -------- | ------- | ------------------ | ---------------- | -------------------- |
| Чоловіки | 62      | 13                 | 44               | 5                    |
| Жінки    | 69      | 11                 | 44               | 14                   |
| Разом    | 131     | 24                 | 88               | 19                   |

## Галерея

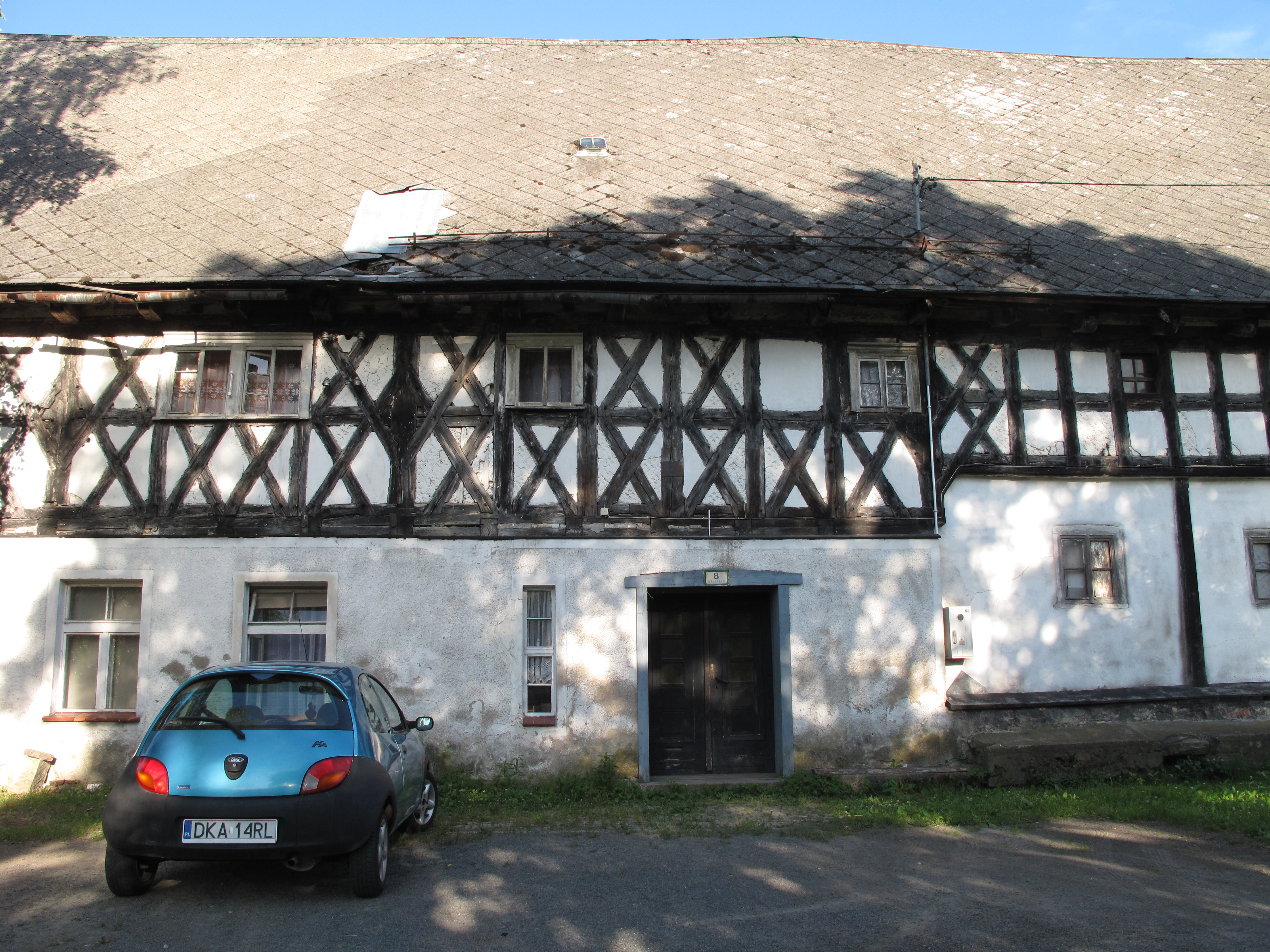
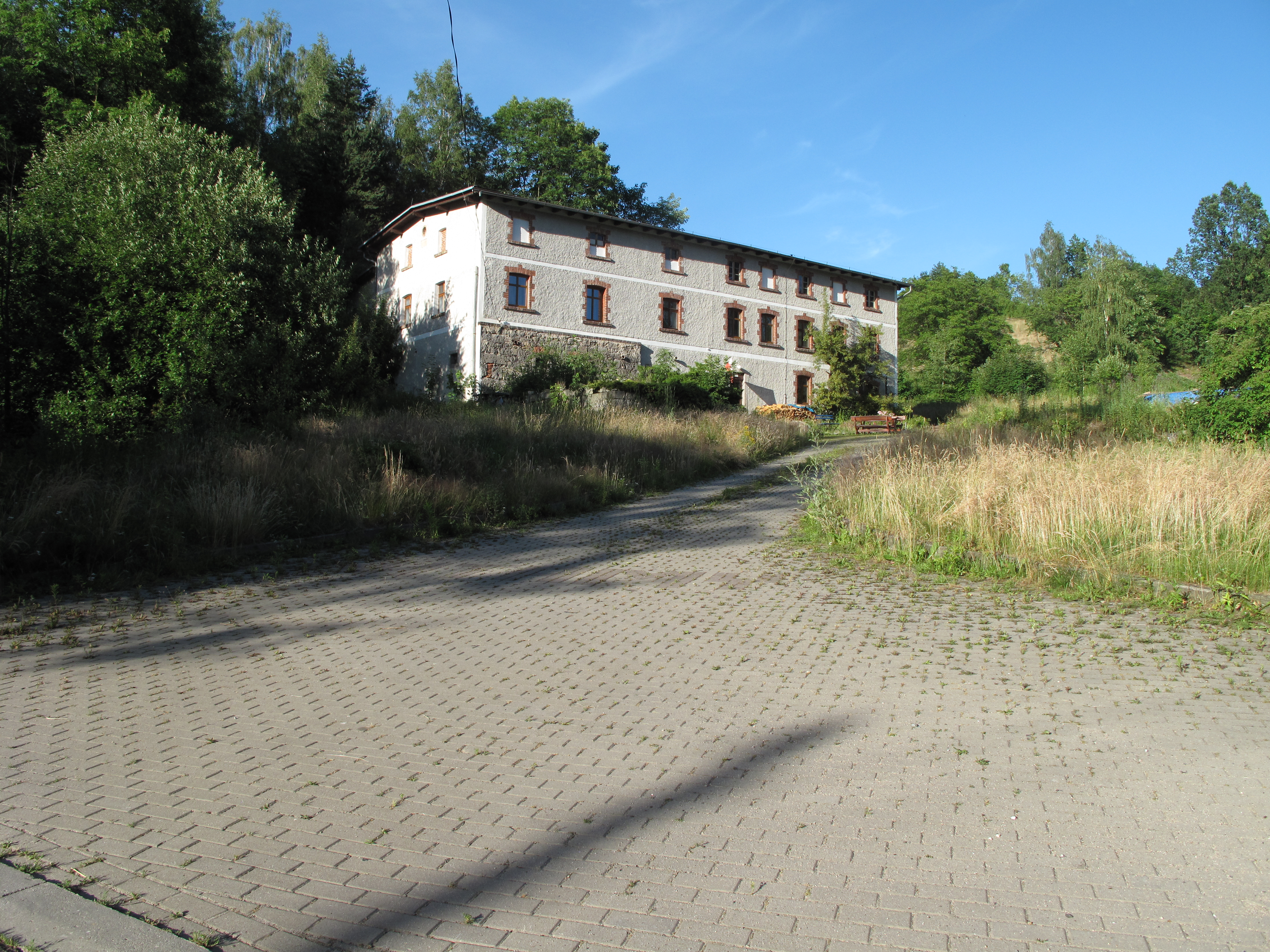
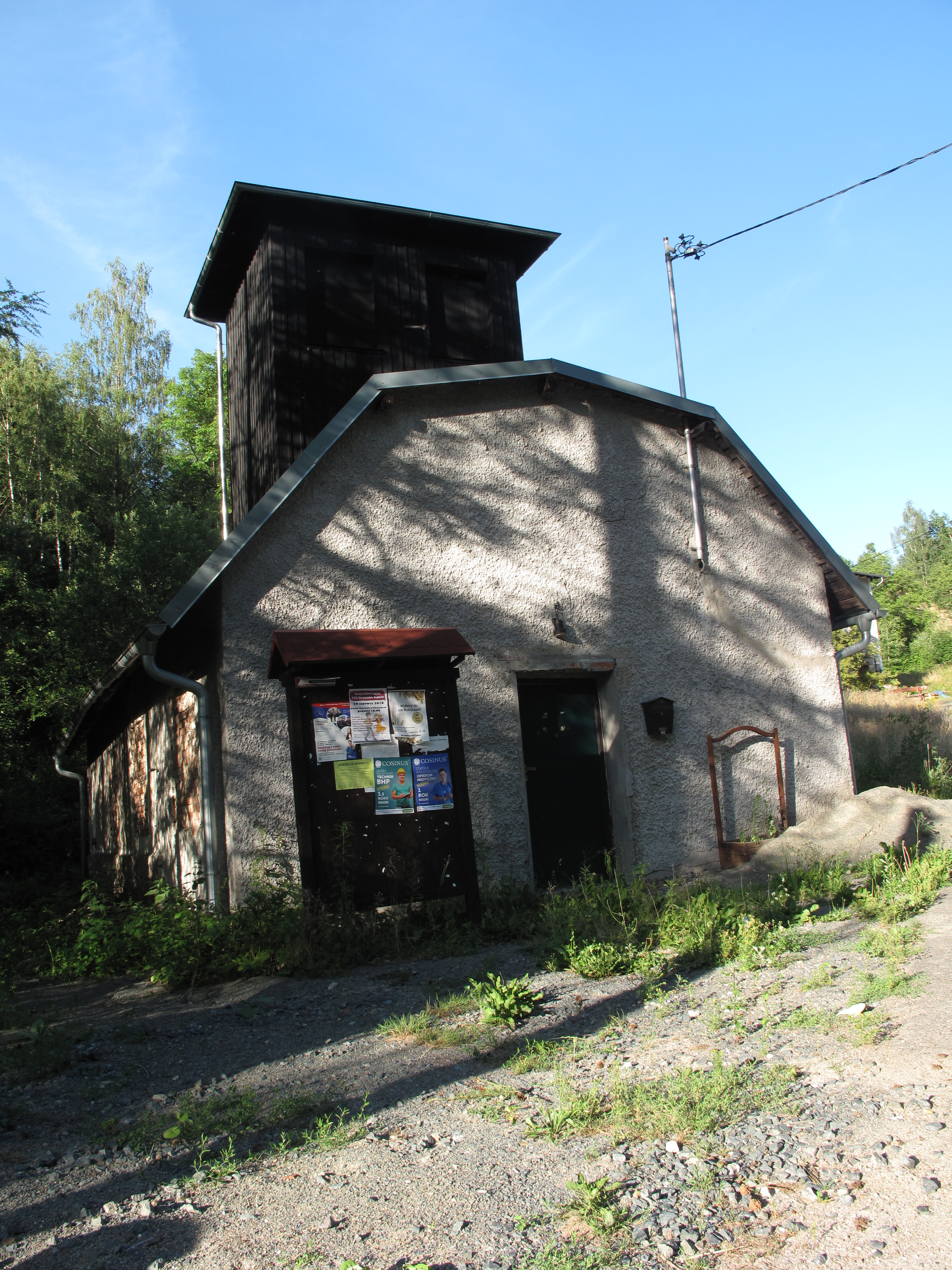